# (19355) Merpalehmann
(19355) Merpalehmann est un astéroïde de la ceinture principale.

## Description
(19355) Merpalehmann est un astéroïde de la ceinture principale. Il fut découvert le 31 mars 1997 à Socorro (Nouveau-Mexique) par le projet LINEAR. Il présente une orbite caractérisée par un demi-grand axe de 3,05 UA, une excentricité de 0,10 et une inclinaison de 10,8° par rapport à l'écliptique.

## Compléments